# El rabino
El rabino (en inglés The Rabbi) es la primera novela del escritor estadounidense Noah Gordon. Fue publicada en 1965 y es un superventas con "un texto de claves autobiográficas protagonizado por Michael Kind que cosechó un éxito de ventas considerable".

## Argumento
El protagonista, Michael Kind es un judío neoyorquino que se hace rabino. Mientras realiza su labor pastoral, describirá la trasformación de la sociedad estadounidense mientras camina en su búsqueda del sentido de la vida.